# Mariana Vartic
Pour les articles homonymes, voir Lungu.
Mariana Vartic, née Maria-Ana Lungu le 6 juin 1944 à Abrud (Transylvanie, Roumanie), est une critique, historienne de la littérature, prosatrice, dramaturge et traductrice.

## Biographie
Elle est la fille de Victor Lungu, prêtre, et de Claudia (née Melian). Elle obtient son baccalauréat au lycée Ana Ipătescu (ro) de Gherla (1962) et sa licence de la faculté de philologie de Cluj (1967).
Depuis 1969, elle est chercheure à l’institut de linguistique et d’histoire littéraire de Cluj, section de lexicographie-lexicologie, puis section d’histoire littéraire.
Débuts effectués dans les études et la recherche linguistiques (1970) ; collabore, entre autres, aux revues Echinox [Équinoxe], Tribuna [La tribune], Familia [La famille], Revista de istorie și teorie literară [La revue d'histoire et de théorie littéraire], Apostrof [Apostrophe]. Début éditorial en 1983, avec le volume Anton Holban şi personajul ca actor [Anton Holban et le personnage comme acteur]. Elle est, avec Aurel Sasu (ro), à l’origine du vaste projet d’une « histoire autobiographique », par genre, de la littérature roumaine (Romanul românesc în interviuri, Dramaturgia românească în interviuri) et a dirigé deux éditions importantes : une anthologie d’articles de la presse littéraire de Émile Cioran et l'intégrale des publications en langue roumaine d'Eugène Ionesco. Elle a collaboré à des travaux collectifs fondamentaux, tant linguistiques que littéraires, tels que : Dicţionarul Academiei [Le dictionnaire de l'Académie], Dicţionarul scriitorilor români [Le dictionnaire des écrivains roumains], Dicţionarul esențial al scriitorilor români [Le dictionnaire essentiel des écrivains roumains], Dicţionarul cronologic al romanului românesc de la origini pînă la 1989 [Le dictionnaire chronologique du roman roumain des origines et jusqu'à 1989].
Son roman O lume fără mine [Un monde sans moi] a été publié en 1991 aux éditions Eminescu, puis une deuxième fois aux éditions Casa Cărţii de Ştiinţă en 2003. Elle a écrit le livret de l’opéra Lorelei, de Valentin Timaru, dont la première a eu lieu sur la scène de l’opéra de Cluj au cours de la saison 1993-1994.
La première de sa pièce Recviem la ghișeu (1999) [Requiem au guichet] a eu lieu au Théâtre de la Jeunesse de Piatra Neamţ, au cours de la saison 1996-1997.

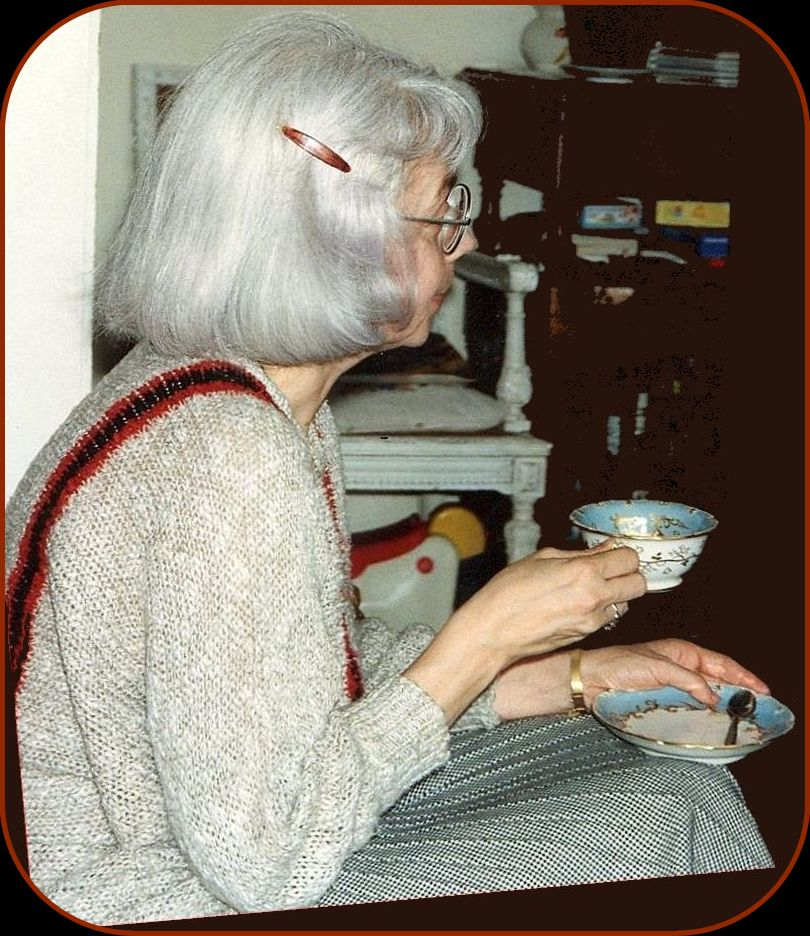

## Œuvres publiées
- O lume fără mine [Un monde sans moi], Bucarest, Ed. Eminescu, 1991 (roman). Réédition: Cluj, Casa Cărţii de Ştiinţă, 2003
- Lorelei, livret de l’opéra de Valentin Timaru : la première a eu lieu sur la scène de l’opéra de Cluj, au cours de la saison 1993-1994
- Recviem la ghişeu [Requiem au guichet], Bucarest, Cartea Romanească, 1999 (théâtre)
- Prăpastia de hârtie [Abîme de papier], Cluj,Casa Cărţii de Ştiinţă , 2003, (roman)
- Crimă cu înlocuitor [Crime avec remplaçant], Cluj, Ed. Echinox, 2009, (roman)
- Babel Apocrif [Babel apocryphe],Cluj, Ed. Limes, 2015, (théâtre)
- Timp rătăcit [Temps perdu], Bucarest, Ed. eLiteratura, 2015, (roman)

## Éditions critiques. Préfaces. Postfaces
- Dominic Stanca, Timp scufundat [Temps immergé], Bucarest, Ed. Eminescu, 1981 ; deuxième édition, Bucarest, Ed. Universalia, 2000
- Sandra Cotovu, Vijelie [Tempête], Bucarest, Ed. Minerva, 1985 (édition et préface)
- Emil Cioran, Revelaţiile durerii [Les révélations de la douleur], Cluj, Ed. Echinox, 1990 (édition, en collaboration avec Aurel Sasu)[1]
- Eugène Ionesco, Eu [Moi], Cluj, Ed. Echinox, 1990 (édition)
- Eugen Balan, Într-o duminică de august [Par un dimanche d'août], Cluj, Ed. Echinox, 1991 (édition et préface)
- Eugène Ionesco, Război cu toată lumea [En guerre avec tout le monde], vol. I-II, Bucarest, Ed. Humanitas, 1992 (édition)
- Ion Luca Caragiale, Momente [Moments] (vol. I) et Momente și schițe [Moments et esquisses] (vol. II), Bucarest, Editura Minerva, 2002

## Ouvrages collectifs
- Dicţionarul limbii române (Dicţionarul Academiei, literele R, T și U) [Dictionnaire académique de la langue roumaine, lettres R, T et U], Bucarest, Ed. Academiei, 1975-1990
- Dicţionarul scriitorilor români [Le dictionnaire des écrivains roumains], vol. I-II, Bucarest, Ed. Fundației Culturale Române, 1995-2002; vol. III-IV, Bucarest, Ed. Albatros, 2001-2002
- Dicţionarul esenţial al scriitorilor români [Le dictionnaire essentiel des écrivains roumains], Bucarest, Ed. Albatros, 2000
- Dicţionarul cronologic al romanului românesc de la origini pînă la 1989 [Le dictionnaire chronologique du roman roumain des origines et jusqu'à 1989], Bucarest, Ed. Academiei, 2004
- Dicţionarul general al literaturii române [Le dictionnaire général de la littérature roumaine], 2004
- Dicţionarul cronologic al romanului tradus în România [Le dictionnaire chronologique du roman traduit en Roumanie], 2004-2005

## Traductions en roumain
- Adolfo Bioy Casares, Celălalt labirint [L’autre labyrinthe] (nouvelles), Bucarest, Ed. Univers, 1987
- Adolfo Bioy Casares, Jurnal din războiul porcului (Journal de la guerre au cochon), titre original Diario de la guerra del cerdo et Visînd la eroi (Le Songe des héros), titre original El sueño de los Héroes (romans), Bucarest, Ed. Univers, 1991
- Adolfo Bioy Casares, Aventura unui fotograf în La Plata (Un photographe à La Plata), titre original La aventura de un fotógrafo en La Plata (roman), Cluj, Ed. Echinox, 1997
- Ramiro de Maeztu, Don Quijote, Don Juan şi Celestina [Don Quijote, Don Juan et Célestine] (essais), Cluj, Biblioteca Apostrof, 1999
- Ramón de Valle-Inclán, Luminile Boemei (Lumières de bohème), (théâtre), en cours de publication

## Prix
- Diplôme d’honneur du Ministère de la Culture, de la revue Manuscriptum et du Musée de la littérature roumaine pour Romanul românesc în interviuri (1991)
- Prix de l’Union des Écrivains roumains pour Dicţionarul cronologic al romanului românesc (2005).